# Spinozotroctes thouvenoti
Spinozotroctes thouvenoti là một loài bọ cánh cứng trong họ Cerambycidae.